# حاجي أباد (غناباد)
حاجي أباد (بالفارسية: حاجی‌آباد) هي مستوطنة تقع في قسم بسكلوت الريفي في إيران. يقدر عدد سكانها بـ 554 نسمة .